# Jim Wright
James Claude "Jim" Wright, Jr., född 22 december 1922 i Fort Worth, Texas, död 6 maj 2015 i Fort Worth, Texas, var en amerikansk politiker (demokrat). 
Han var den 56:e talmannen i USA:s representanthus 1987–1989.

## Biografi
Wright studerade vid Weatherford College och University of Texas at Austin. Han deltog sedan i andra världskriget som pilot i USA:s arméflygvapen. Hans memoarbok om krigstiden The Flying Circus: Pacific War - 1943 - As Seen Through A Bombsight utkom 2005.
Efter kriget bosatte han sig i Weatherford och gick med i demokraterna. Han var ledamot av Texas House of Representatives, underhuset i delstatens lagstiftande församling, 1947-1949.
Wright var borgmästare i Weatherford 1950-1954 och ledamot av USA:s representanthus 1955-1989. Han var majoritetsledare i representanthuset 1977-1987 innan han valdes till talman.
Som talman undersöktes hans förfarande av det så kallade etikutskottet, United States House Committee on Standards of Official Conduct. Skandalen gällde dels Wrights bok Reflections of a Public Man, som hade utkommit redan 1984, dels hustrun Bettys jobb och förmåner. Wright beskylldes för att ha använt inköp av stora mängder av boken med syfte att öka de honorar han betalas som talare i olika sammanhang över det maximibelopp han som talman hade tillåtelse till. Han efterträddes som talman av Tom Foley 6 juni 1989. Wright avgick sedan som kongressledamot 30 juni samma år.
Efter tiden i kongressen undervisade Wright vid Texas Christian University.